# سلسلة إندي كار 2013
سلسلة إندي كار 2013 (بالإنجليزية: 2013 IndyCar Series)‏ هو موسم من سلسلة إندي كار. أقيم خلال الفترة 24 مارس 2013 وحتى 19 أكتوبر 2013، وشارك فيه  39 فريقاً، وفاز فيه سكوت ديكسون.